# Grease (canción)
"Grease" es una canción escrita por Barry Gibb en 1978 e interpretada por Frankie Valli para la banda sonora de la película Grease, basada en el musical homónimo de 1971. Valli lanzó el sencillo en mayo de 1978, alcanzando ventas superiores al millón de copias en todo el mundo. La canción fue usada dos veces en la banda sonora de la película, como tema de apertura y de nuevo como tema de cierre. "Grease" fue una de las cuatro canciones creadas específicamente para la adaptación cinematográfica.

## Antecedentes
Jim Jacobs y Warren Casey escribieron un tema para el musical Grease original estrenado en Chicago, pero esta canción fue desechada cuando la producción se trasladó a Broadway. Barry Gibb recibió el encargo de componer un tema para la película de Robert Stigwood.

## Producción
La canción fue grabada por separado y más tarde que el resto de temas de la banda sonora. Poco después de finalizar el rodaje de la película musical de 1978, Sgt. Pepper's Lonely Hearts Club Band, Gibb invitó a su compañero de reparto Peter Frampton para tocar la guitarra en la grabación del tema, mientras él mismo hacía los coros. El resto de músicos que participaron en la sesión fueron los mismos que acompañaban lo acompañaban en la grabación del álbum que en ese momento estaba preparando. Frankie Valli fue contratado para aportar la voz principal, debido a la similitud del rango vocal con Barry Gibb, y por su carisma como cantante, representando a la generación anterior a la British Invasion que retrata Grease. Gibb sentía un enorme respeto por la figura de Frankie Valli al que calificaba como "una de las voces más características de nuestra generación". Valli aceptó, a pesar de haber sufrido recientemente una otosclerosis que le había hecho perder la audición. Cuando grabó "Grease", Valli carecía de contrato discográfico, ya que la compañía para la que trabajaba, Private Stock Records, había cerrado a comienzos de 1978. Tras la publicación del sencillo por RSO Records, que también publicó el álbum de la banda sonora, Valli firmó un contrato con Warner Bros., que ya tenía bajo contrato a su grupo, The Four Seasons.
"Grease" fue una de las cuatro canciones de la película que no había formado parte del musical original, y fue la única que no fue interpretada por el elenco. Al director de la película, Randal Kleiser, no le gustaron las canciones estas ya que no encajaban con el estilo de finales de la década de 1950 y principios de la de 1960, ni musical ni líricamente, y Kleiser había planeado una composición diferente con Charles Fox y Paul Williams (Fox había escrito el tema principal de la serie Días Felices) pero el productor de la película rechazó esta idea. El anacronismo es especialmente evidente en "Grease", que usó una instrumentación disco muy popular a finales de los 70.
La secuencia de animación que acompaña a la canción el inicio de la película fue creada por John David Wilson en los estudios Fine Arts Films.

## Recepción
El sencillo de "Grease" fue número uno de las listas de éxitos estadounidenses en 1978. Ese mismo año, Valli publicó el álbum Frankie Valli... Is the Word, haciendo referencia a la letra del estribillo de "Grease", "grease is the word". "Grease" fue la última canción de Frankie Valli que entró en la lista Billboad Hot 100.
The Bee Gees nunca grabaron la canción en estudio, sin embargo, sí la incluyeron en el repertorio de su gira One Night Only tour entre 1997 y 1999, incluyendo una actuación junto a Valli en su álbum en directo, One Night Only de 1998.

## Personal
- Frankie Valli — Voz principal
- Barry Gibb — Coros
- Peter Frampton — Guitarra
- George Terry — Guitarra
- Harold Cowart — Bajo
- Ron Ziegler — Batería
- Gary Brown — Saxofón

## Listas

### Listas semanales
| Lista (1978)                        | Peak posición |
| ----------------------------------- | ------------- |
| Australia (Kent Music Report)       | 2             |
| Bélgica (Flandes) (Ultratop 50)     | 4             |
| Canadá Top Singles (RPM)            | 1             |
| Francia (IFOP)                      | 4             |
| Irlanda (IRMA)                      | 3             |
| Países Bajos (Dutch Top 40)         | 1             |
| Países Bajos (Mega Single Top 100)  | 3             |
| Nueva Zelanda (Recorded Music NZ)   | 2             |
| Noruega (VG-lista)                  | 4             |
| Sudáfrica (Springbok Radio)         | 14            |
| España (AFYVE)                      | 13            |
| Suecia (Sverigetopplistan)          | 6             |
| Suiza (Schweizer Hitparade)         | 7             |
| Reino Unido (UK Singles Chart)      | 3             |
| Estados Unidos (Billboard Hot 100)  | 1             |
| Estados Unidos (Adult Contemporary) | 13            |
| Estados Unidos Cash Box Top 100     | 1             |

### Listas anuales
| Lista (1978)                                 | Posición |
| -------------------------------------------- | -------- |
| Australia (Kent Music Report)                | 18       |
| Bélgica (Ultratop Flanders)                  | 27       |
| Canadá Top Singles (RPM)                     | 6        |
| Países Bajos (Dutch Top 40)                  | 11       |
| Países Bajos (Single Top 100)                | 30       |
| Nueva Zelanda (RMNZ)                         | 12       |
| Reino Unido (British Market Research Bureau) | 29       |
| Estados Unidos Billboard Hot 100             | 11       |
| Estados Unidos Cash Box Top 100              | 11       |